# 莫亨特
莫亨特，是西班牙巴伦西亚自治区巴伦西亚省的一个市镇。总面积150平方公里，总人口4316人（2001年），人口密度29人/平方公里。